# Herbststraße 26 (Weimar)

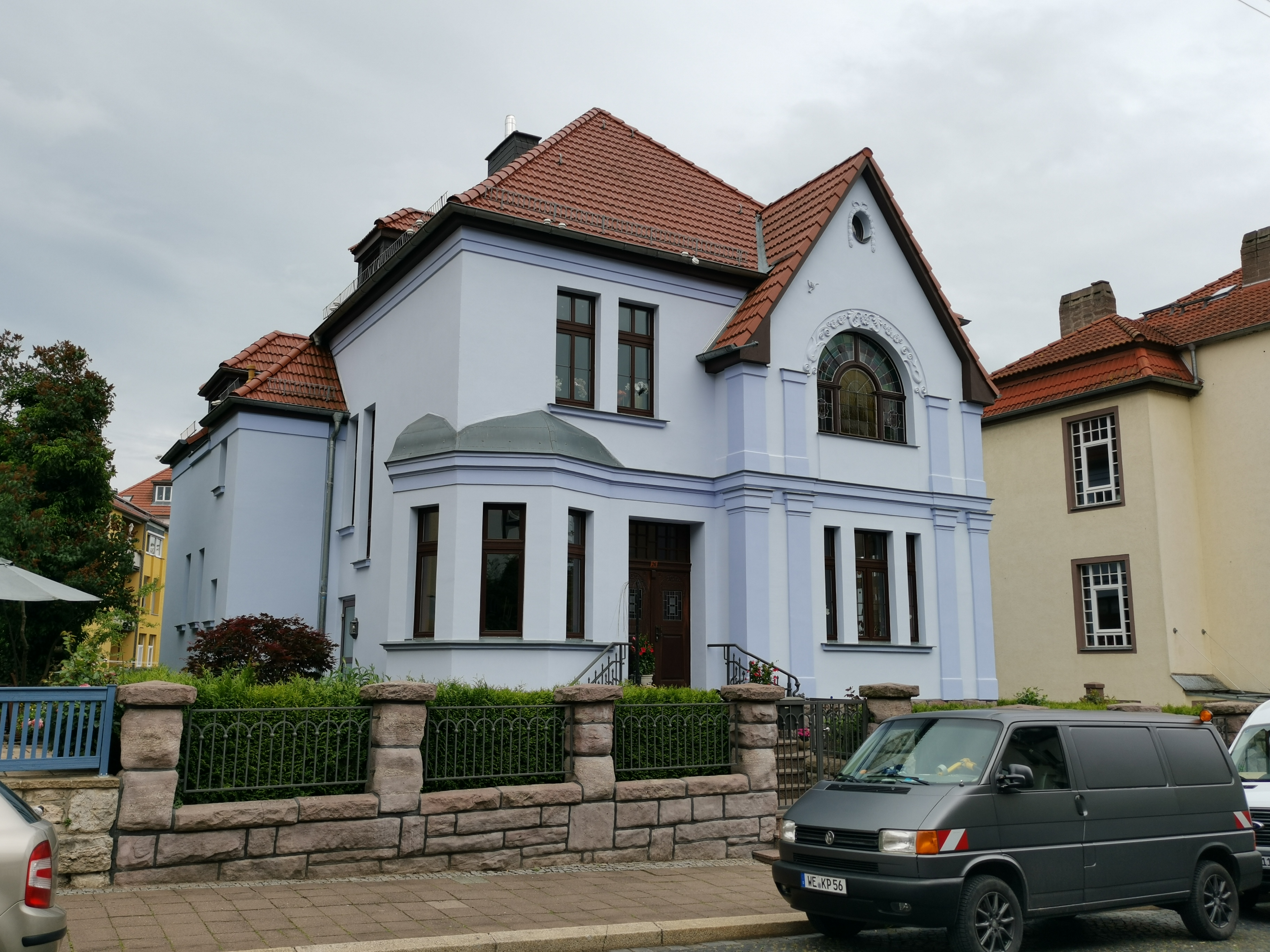
Weimar, Herbststraße 26

Das zweigeschossige Einfamilienhaus Herbststraße 26 in Weimar ist ein denkmalgeschütztes Gebäude.
Das Gebäude mit unregelmäßigem Grundriss wurde 1911 nach Plänen des Architekten Max Stark errichtet. Bauherr war der Steinsetzmeister Franz Elsner. Das vollständig unterkellerte Gebäude ist dem Reformstil zuzurechnen. Es ist ein verputzter Backsteinbau, der einen polygonalen Anbau im Erdgeschoss und einen Risaliten mit bleiverglastem Rundfenster an der Loggia unter dem Spitzdachgiebel. Über den Rundfenstern gibt es ein Ornamentband, welches etwas an den überkommenen Zopfstil erinnert. Zwischen dem Risaliten und dem polygonalen Anbau an der Nordwestecke liegt der Hauseingang. Der Vorgarten erhält durch die Grundstücksmauer mit den Steinpfosten und dem Metallgitterzaun seine Begrenzung.